# Jesper Östlund
Pär Jesper Östlund, född 30 september 1990 i Märsta, är en svensk handbollstränare och tidigare handbollsspelare (mittsexa). Han är äldre bror till handbollsspelaren Viktor Östlund. Som spelare gjorde han två säsonger i högsta ligan, först med OV Helsingborg och sedan med moderklubben Skånela IF 2012-2013.
Sommaren 2014 avslutade Jesper Östlund spelarkarriären och tog över som tränare för Skånela IF:s herrar. 2018 gick han över till IF Hallby. Redan första säsongen i Hallby lyckades han föra laget till högsta ligan, Handbollsligan, för första gången på 53 år.
2022-2024 tränade Jesper Östlund IK Sävehofs damlag, och ledde dem till två SM-guld.
2024 återvände han till IF Hallby HK och dess herrlag.